# Curvularia inaequalis
Curvularia inaequalis är en svampart som först beskrevs av Cornelius Lott Shear, och fick sitt nu gällande namn av Karel Bernard Boedijn 1933. Curvularia inaequalis ingår i släktet Curvularia och familjen Pleosporaceae.   Inga underarter finns listade i Catalogue of Life.